# Federica Saraceni
Federica Saraceni (Roma, 22 dicembre 1969) è un'ex terrorista italiana, componente dell'organizzazione armata di sinistra denominata Nuove Brigate Rosse.
Arrestata il 24 ottobre 2003, fu rinviata a giudizio e poi condannata, in via definitiva, a 21 anni e sei mesi di reclusione nel processo per l'omicidio del docente universitario e dirigente pubblico Massimo D'Antona.

## Il padre
Maestra d'asilo e madre di una bambina, è figlia di Luigi Saraceni, già presidente della quinta sezione penale del Tribunale di Roma e tra i fondatori di Magistratura Democratica che, smessa la toga diviene prima deputato della Repubblica nelle file dei Democratici di Sinistra e dei Verdi, per poi continuare ad occuparsi di giustizia vestendo i panni dell'avvocato.
Nella vicenda processuale che interesserà la figlia, la sua battaglia (in collaborazione con gli avvocati Francesco Misiani e Franco Coppi) nella lotta per provare la sua innocenza lo vedrà più volte incrociare, dalla parte opposta della barricata, nei panni dell'accusa, diversi amici ed ex colleghi come Franco Ionta e Pietro Saviotti, i due Pm che avevano ordinato l'arresto della brigatista, o come il Gip Carmelina Russo, che si pronuncerà sulla convalida dello stesso.

## L'arresto e le accuse
La Saraceni viene arrestata il 24 ottobre 2003 nel corso di un blitz delle forze dell'ordine che, fra Roma e la Toscana, traggono in arresto sette presunti brigatisti, Laura Proietti, Cinzia Banelli, Paolo Broccatelli, Roberto Morandi, Marco Mezzasalma, Alessandro Costa, oltre la stessa Saraceni, tutti con l'accusa di partecipazione a banda armata, nell'ambito dell'inchiesta per l'omicidio di Massimo D'Antona.
Nell'ordinanza di custodia cautelare emessa dal Gip Carmelita Russo su richiesta del Pm Franco Ionta, si fa riferimento soprattutto all'utilizzo di un'utenza telefonica cosiddetta di organizzazione, ritenuta nella disponibilità anche delle brigatiste Laura Proietti e Nadia Desdemona Lioce, su cui sarebbero state ricevute delle telefonate proprio nei giorni immediatamente prima l'omicidio D'Antona, provenienti dalla zona di via Salaria, luogo dell'agguato mortale. Quello stesso numero era stato utilizzato anche per i contratti con l'uomo, da gennaio a ottobre del 1999, le aveva affittato un appartamento a Cerveteri che, secondo gli inquirenti, sarebbe servito come base logistica dell'organizzazione terroristica nel periodo di preparazione dell'omicidio del giuslavorista.
Altre prove a suo carico furono raccolte durante la perquisizione  del suo appartamento di via Spencer, nel quartiere Collatino a Roma, disposto a seguito del suo arresto: in quell'occasione, personale della Digos rinvenne un floppy disk che fu poi analizzato dall'agente Andrea Mandarino, esperto informatico: nonostante il floppy fosse stato più volte formattato, du possibile estrarne un documento riguardante una presunta inchiesta, svolta dalla donna per conto dell'Organizzazione, su dei possibili obbiettivi di attentati a delle sedi sindacali Cgil e Cisl e della Commissione di Garanzia per lo Sciopero; nelle 80 pagine del file erano indicati i percorsi e le modalità delle azioni che, negli intenti dei brigatisti, sarebbero dovute avvenire nel mese di gennaio del 1999 e con l'utilizzo di materiale esplosivo in assenza di veicoli, pedoni e di forze dell'ordine, ma senza escludere un possibile scontro armato, in caso di intervento di polizia o carabinieri.
Alla donna fu contestato anche il ritrovamento di una foto del brigatista Mario Galesi, ritagliata da un giornale e attaccata ad una parete del suo appartamento. Il suo rapporto d'amicizia con quest'ultimo, nato secondo la donna da una comune frequentazione del centro sociale Blitz di Roma a metà degli anni ottanta, ma interrotta nel 1997, fu elemento di dibattimento al processo che ne seguì.
"Ho iniziato a frequentarlo (Galesi, ndr) nel 1986, a 16 anni, un asilo in disuso già occupato da qualche mese" racconta la Saraceni "Per me era bellissimo quello che lì dentro costruivamo. Volevamo offrire un'alternativa all'eroina e all'alienazione, riempiendo e riempiendoci la vita con tutto ciò che troppo spesso veniva negato o garantito solo a pochi [...] Anche la casa è un diritto di tutti e non un privilegio di pochi, perciò nel 92-93 sono entrata a far parte del Coordinamento cittadino; alle occupazioni di stabili in disuso si alternavano manifestazioni sotto il Campidoglio e scontri in Consiglio comunale, sgomberi della polizia."
Nel tentativo di provare la loro scelta di condivisione della lotta armata, i pubblici ministeri, portarono a conoscenza dall'accusa anche una lettera (firmata Marina) che la Saraceni aveva inviato a un giornale in memoria del brigatista ucciso il 2 marzo 2003 in un conflitto a fuoco con le forze dell'ordine sul treno Roma-Firenze: "Non eri solo neppure nella tua scelta che in tanti abbiamo ritenuto coraggiosa e coerente. Hai dato la vita per sconfiggere l'ingiustizia di questo mondo. Grazie dolce Mario e onore a te".
L’ordinanza di custodia cautelare in carcere per la partecipazione al delitto D’Antona fu annullata dalla Corte suprema di cassazione per mancanza di indizi di colpevolezza e la Saraceni rimase in arresto solo per associazione sovversiva e banda armata.

## Il processo D'Antona
Nel processo per l'omicidio del professor Massimo D'Antona, assassinato a Roma il 20 maggio 1999, le fu contestato il reato di partecipazione a banda armata e concorso in omicidio.
L'8 luglio del 2005, nel processo di primo grado, la seconda Corte d'assise di Roma la assolve dalle accuse di concorso in omicidio e la condanna solo per banda armata a 4 anni e otto mesi.
Ma il 4 aprile 2008, la seconda Corte d'assise d'appello di Roma ribalta la sentenza di primo grado, condannandola, in via definitiva, alla pena complessiva di 21 anni e sei mesi di reclusione, confermati in Cassazione. A nulla vale la presa di distanza dal delitto e la lettera di dissociazione letta in aula
Nel febbraio 2009, in ragione della sua dissociazione dal terrorismo e della situazione familiare, su richiesta della Procura della repubblica di Roma, viene posta in detenzione domiciliare, condizione nella quale ha finito di scontare la pena.